# Aranjuez
Aranjuez là một đô thị trong Cộng đồng Madrid, Tây Ban Nha. Đô thị Torrejón de Velasco có diện tích km², dân số theo điều tra năm 2010 của Viện thống kê quốc gia Tây Ban Nha là người. Đô thị Torrejón de Velasco nằm ở khu vực có độ cao mét trên mực nước biển.